# Championnat d'Irlande du Nord de football 2019-2020
Navigation
Édition précédente Édition suivante
Le Championnat d'Irlande du Nord de football 2019-2020 est la 118e édition du Championnat d'Irlande du Nord de football. La saison débute en août 2019 et prend fin en mai 2020.
Le Linfield Football Club est le champion en titre, après avoir remporté son 53e championnat la saison précédente. 
Larne Football Club et Carrick Rangers Football Club réintègrent la première division, le premier après avoir remporté le NIFL Championship 2018-2019, le deuxième pour avoir battu les Ards FC en match de barrage.
Le 23 juin 2020, la NIFL annonce l’arrêt définitif du championnat avec effet immédiat. Un calcul mathématique, sur le modèle de ce qui se fait dans le reste de l'Europe validera le classement final. Le classement, établié sur le ratio points par matchs joués (sans aucune conséquence pour l'élite), est confirmé le 26 juin 2020 ; le Linfield FC remporte ainsi son 54e titre.

## Les 12 clubs participants
| \| Belfast · Cliftonville · Linfield · Crusaders · Glentoran Ballymena United Coleraine FC Dungannon Swifts Glenavon FC Carrick Rangers Warrenpoint Town Institute FC Larne FC \| Localisation des clubs engagés dans le championnat. |
| Belfast · Cliftonville · Linfield · Crusaders · Glentoran Ballymena United Coleraine FC Dungannon Swifts Glenavon FC Carrick Rangers Warrenpoint Town Institute FC Larne FC                                                           |

| Club                           | Stade              | Capacité | Ville         |
| ------------------------------ | ------------------ | -------- | ------------- |
| Ballymena United Football Club | The Showgrounds    | 7 500    | Ballymena     |
| Carrick Rangers Football Club  | Taylor's Avenue    | 6 000    | Carrickfergus |
| Cliftonville Football Club     | Solitude           | 7 200    | Belfast       |
| Coleraine Football Club        | The Showgrounds    | 6 600    | Coleraine     |
| Crusaders Football Club        | Seaview            | 9 100    | Belfast       |
| Dungannon Swifts Football Club | Stangmore Park     | 3 000    | Dungannon     |
| Glenavon Football Club         | Mourneview Park    | 7 300    | Lurgan        |
| Glentoran Football Club        | The Oval           | 15 250   | Belfast       |
| Institute Football Club        | Brandywell Stadium | 7 700    | Drumahoe      |
| Larne Football Club            | Inver Park         | 6 000    | Larne         |
| Linfield Football Club         | Windsor Park       | 20 500   | Belfast       |
| Warrenpoint Town FC            | Milltown           | 2 000    | Warrenpoint   |

## Compétition

### Avant saison
Lors du mois de mai, la NIFL, dont l'objet est d'organiser le championnat, a souhaité questionner les dirigeants des clubs participant au Premiership sur un éventuel changement de calendrier. Le championnat se déroulant actuellement sur le modèle de saison hivernale,, l'interrogation se porte donc sur un basculement vers une saison estivale, sur le modèle des pays scandinaves ou sur celui du championnat d'Irlande de football au sud de l'île d'Irlande. Alors qu'auparavant des clubs comme Linfield étaient farouchement opposés à ce changement, les lignes sont en train de bouger. Le fait que Pat Fenlon soit le nouveau directeur sportif du géant nord-irlandais n'est surement pas étranger à la chose. Mais  des joueurs de Coleraine ou de ballymena pousseraient, eux aussi dans ce sens. Quelle que soit la décision, le changement, s'il devait avoir lieu, ne se ferait pas avant la saison 2021-2022.
Le 9 mai 2019 les fédérations irlandaise et nord-irlandaise annoncent l'organisation d'une nouvelle compétition transfrontalière, l'Union Champions Cup. Cette compétition prendra la forme d'une double confrontation entre les vainqueurs des deux championnats et se déroulera courant novembre. Linfield FC affrontera alors le champion d'Irlande 2019.

### Les moments forts de la saison
Comme d'autres événements sportifs dans le monde, la saison a été perturbée par la Pandémie de Covid-19. Le 13 mars 2020, le championnat est mis en suspens, d'abord jusqu'au 4 avril puis sans limite de temps. Une grande réunion est prévue le 11 mai 2020 afin de définir la suite de la compétition et pour pouvoir donner des informations à l'UEFA avant la date limite donnée par celle-ci, c'est-à-dire le 25 mai 2020.
Le 9 juin 2020, la NIFL annonce avoir fait un tour de table en recevant l'ensemble des équipes du championnat pour déterminer comment terminer la saison. Les choses sont facilitées par le fait que l'ensemble des matchs de la première phase, c'est-à-dire avant l'éclatement en deux parties du championnat, ont été effectués. Deux options sont proposées : la première est d'aller au terme de la deuxième phase avec 33 matchs au total (le championnat s'est arrêté à la 31e journée : la deuxième est d'arrêter le championnat en l'état et de pondérer le classement par un système de moyenne de points par match, comme cela c'est fait pour le championnat français par exemple. Les clubs doivent se prononcer collectivement sur le devenir du championnat. Pour le système de promotion/relégation, seules les montées et descentes directes seront effectuées. Aucun de matchs de barrage ne sera organisé. Cela est valable pour la première division comme pour les divisions inférieures.

### Classement
Le classement est établi sur le barème de points classique (victoire à 3 points, match nul à 1, défaite à 0).
Source : Classement officiel sur le site de la NIFL.
| Rang | Équipe            | Pts | J  | G  | N | P  | Bp | Bc | Diff |
| ---- | ----------------- | --- | -- | -- | - | -- | -- | -- | ---- |
| 1    | Linfield FC T     | 69  | 31 | 22 | 3 | 6  | 72 | 25 | +47  |
| 2    | Coleraine FC L    | 65  | 31 | 19 | 8 | 4  | 64 | 24 | +40  |
| 3    | Crusaders FC      | 59  | 31 | 17 | 8 | 6  | 64 | 28 | +36  |
| 4    | Cliftonville FC   | 59  | 31 | 18 | 5 | 8  | 46 | 22 | +24  |
| 5    | Glentoran FC C    | 58  | 31 | 17 | 7 | 7  | 60 | 33 | +27  |
| 6    | Larne FC P        | 56  | 31 | 16 | 8 | 7  | 58 | 29 | +29  |
|      |                   |     |    |    |   |    |    |    |      |
| 7    | Glenavon FC       | 35  | 31 | 10 | 5 | 16 | 44 | 69 | -25  |
| 8    | Carrick Rangers P | 32  | 31 | 12 | 2 | 19 | 34 | 46 | -12  |
| 9    | Dungannon Swifts  | 30  | 31 | 8  | 6 | 17 | 36 | 76 | -40  |
| 10   | Ballymena United  | 27  | 31 | 6  | 6 | 19 | 33 | 55 | -22  |
| 11   | Warrenpoint Town  | 18  | 31 | 5  | 3 | 23 | 26 | 85 | -59  |
| 12   | Institute FC      | 15  | 31 | 2  | 9 | 20 | 23 | 72 | -49  |

| Légende : Qualifications et relégations | Légende : Qualifications et relégations                                                                                           |
| --------------------------------------- | --- |
|                                         | Ligue des Champions 2020-2021, tour préliminaire                                                                                  |
|                                         | Ligue Europa 2020-2021, tour préliminaire                                                                                         |
|                                         | Barrage pour la relégation en deuxième division                                                                                   |
|                                         | Relégation en deuxième division                                                                                                   |
|                                         | T : Tenant du titre P : Promu C : Vainqueur de la Coupe d'Irlande du Nord 2019-20 L : Vainqueur de la Coupe de la Ligue 2019-2020 |

### Résultats
| Résultats (▼dom., ►ext.)                                   | BLY | CAR | CLF | COL | CRU | DUN | GNV | GLN | INS | LAR | LIN | WPT |
| Ballymena United                                           |     | 1-2 | 2-1 | 1-1 | 1-1 | 3-2 | 2-1 | 1-2 | 1-1 | 0-3 | 1-2 | 4-0 |
| Carrick Rangers                                            | 0-1 |     | 0-1 | 1-4 | 1-3 | 1-0 | 6-2 | 0-1 | 3-0 | 1-2 | 0-3 | 1-0 |
| Cliftonville FC                                            | 1-0 | 3-1 |     | 1-0 | 0-2 | 5-0 | 3-1 | 0-2 | 1-0 | 1-0 | 0-1 | 4-0 |
| Coleraine FC                                               | 2-0 | 3-2 | 1-1 |     | 4-2 | 5-0 | 4-0 | 2-2 | 0-0 | 0-0 | 1-0 | 3-0 |
| Crusaders FC                                               | 0-1 | 3-0 | 1-2 | 0-2 |     | 3-0 | 3-2 | 5-2 | 1-1 | 2-2 | 1-0 | 4-0 |
| Dungannon Swifts                                           | 2-2 | 2-1 | 0-4 | 0-2 | 1-6 |     | 2-1 | 3-1 | 2-2 | 0-1 | 1-4 | 3-1 |
| Glenavon FC                                                | 3-1 | 1-0 | 1-2 | 0-4 | 2-2 | 5-0 |     | 1-1 | 3-1 | 1-3 | 1-0 | 2-0 |
| Glentoran FC                                               | 3-1 | 3-1 | 0-1 | 2-2 | 1-1 | 6-1 | 4-0 |     | 4-0 | 2-1 | 3-0 | 2-1 |
| Institute FC                                               | 1-1 | 0-2 | 0-3 | 2-0 | 0-6 | 2-3 | 1-4 | 1-1 |     | 1-4 | 0-3 | 0-1 |
| Larne FC                                                   | 2-4 | 0-0 | 1-1 | 2-2 | 0-0 | 0-0 | 6-0 | 2-3 | 1-1 |     | 3-1 | 6-0 |
| Linfield FC                                                | 2-1 | 2-0 | 1-0 | 2-4 | 1-1 | 2-1 | 7-0 | 1-0 | 3-1 | 1-0 |     | 7-0 |
| Warrenpoint Town                                           | 2-1 | 0-3 | 1-5 | 3-1 | 0-1 | 4-3 | 1-3 | 0-4 | 1-3 | 0-2 | 0-2 |     |
| - Victoire à domicile - Match nul - Victoire à l'extérieur |     |     |     |     |     |     |     |     |     |     |     |     |

| Résultats (▼dom., ►ext.)                                   | BLY | CAR | CLF | COL | CRU | DUN | GNV | GLN | INS | LAR | LIN | WPT |
| Ballymena United                                           |     | 0-2 |     | 0-2 |     |     | 0-3 |     |     | 2-3 | 1-4 |     |
| Carrick Rangers                                            |     |     | 1-0 | 0-2 |     | 1-2 |     |     |     |     | 0-2 | 1-2 |
| Cliftonville FC                                            | 1-1 |     |     |     |     | 1-1 | 1-0 |     |     |     | 1-2 |     |
| Coleraine FC                                               |     |     | 0-1 |     |     |     | 2-1 |     |     |     | 1-1 |     |
| Crusaders FC                                               | 2-0 |     | 0-0 |     |     | 5-0 |     |     | 2-1 | 3-0 |     |     |
| Dungannon Swifts                                           | 1-0 |     |     |     |     |     | 0-2 |     | 2-0 | 0-2 |     | 4-4 |
| Glenavon FC                                                |     |     |     |     | 2-1 |     |     | 2-2 | 2-2 |     |     | 1-1 |
| Glentoran FC                                               | 2-0 | 0-0 | 0-2 | 0-1 |     |     |     |     |     |     |     | 2-1 |
| Institute FC                                               |     | 0-3 |     | 0-4 |     |     |     | 0-2 |     | 0-4 |     |     |
| Larne FC                                                   |     | 4-0 | 1-2 |     |     |     | 1-0 | 2-1 |     |     |     | 1-0 |
| Linfield FC                                                |     |     |     |     | 4-0 | 0-0 | 8-1 |     | 3-0 |     |     |     |
| Warrenpoint Town                                           |     |     |     | 0-4 | 0-4 |     |     |     | 2-2 |     | 1-2 |     |
| - Victoire à domicile - Match nul - Victoire à l'extérieur |     |     |     |     |     |     |     |     |     |     |     |     |

## Statistiques

### Meilleurs buteurs
Joe Gormley de Cliftonville est le meilleur buteur du championnat avec 18 buts. C'est son troisième titre consécutif et son cinquième au total. Il rejoint Jimmy Jones et Vinnie Arkins eux aussi cinq fois meilleur buteurs du championnat nord-irlandais.
| Place              | Joueur            | Club         | Buts |
| ------------------ | ----------------- | ------------ | ---- |
| Médaille d'or      | Joe Gormley       | Cliftonville | 18   |
| Médaille d'argent  | Robbie McDaid     | Glentoran    | 15   |
| Médaille de bronze | Andrew Waterworth | Linfield     | 13   |
| 4                  | David McDaid      | Larne        | 12   |
| 4                  | Hrvoje Plum       | Glentoran    | 12   |
| 4                  | Jamie McGonigle   | Crusaders    | 12   |
| 7                  | Jonathan McMurray | Larne        | 11   |
| 7                  | Jordan Owens      | Crusaders    | 11   |

## Bilan de la saison
| Championnat d'Irlande du Nord de football 2019-2020                       |                         |
| Champion                                                                  | Linfield FC (54e titre) |
| Dauphin                                                                   | Coleraine FC            |
| Coupes et trophées                                                        |                         |
| Vainqueur de la Coupe d'Irlande du Nord 2019-2020                         | Glentoran FC            |
| Vainqueur de la Coupe de la Ligue d'Irlande du Nord de football 2019-2020 | Coleraine FC            |
| Qualifications continentales                                              |                         |
| Ligue des champions de l'UEFA 2020-2021                                   | Linfield FC             |
| Ligue Europa 2020-2021                                                    | Coleraine FC            |
| Ligue Europa 2020-2021                                                    | Glentoran FC            |
| Promotions et relégations                                                 |                         |
| Promus en NIFL Premiership                                                | Portadown FC            |
| Relégués en NIFL Championship                                             | Institute FC            |